# David Assarsson
Berndt David Assarsson (født 14. januar 1892 i Lund, død 31. december 1955 i Helsingborg) var en skånsk katolsk præst og lokalhistoriker. 
Assarssons indsats for den svenske katolicismes udvikling var betydelig. Hans mest kendte værk er Fädernas kyrka: En programskrift fra 1918. Han er i Danmark mest kendt for sin indsats for en nyvurdering af Skånelandenes historie. 

## Familiebaggrund og karriere
Assarsson var født i Lund 1892 som søn af professor i retsvidenskab Pehr Assarsson og Gustafva Flensburg, hvis far var den kendte højkirkelige lutherske biskop Wilhelm Flensburg af Lund. 
I 1912 blev han fil.kand. ved Lunds Universitet og begyndte at studere teologi, men konverterede kort efter til katolicismen og blev optaget som ordensmedlem af jesuitterne i Ordrup i Danmark. Han fik en katolske præsteuddannelse ved jesuitternes præsteseminarium og teologiske højskole i Innsbruck i Østrig, hvor han blev præsteviet i 1917.
Ved hjemkomsten til Sverige blev han kapellan ved den katolske domkirke St. Erik på Södermalm i Stockholm, og blev samtidig biskoppens sekretær. Det hverv beholdt han  efter at biskop Albert Bitter gik af, og biskop Johannes Müller overtog. I 1927 udnævntes Assarsson til pavelig kammerherre af adelig stand med titel af monsignore. Samme år blev han præst for Helsingborgs katolske menighed.

## Forfatter og redaktør
I 1917 skrev Assarsson bogen Fädernas kyrka: En programskrift (1917), som var en missionerende fremstilling af katolsk tro og en tilbagevisning af det, han betragtede som fordomme og fejl i den svenske offentligheds vurderinger af katolicismen. Titlen var lånt fra en salme af den lutherske biskop Johan Fredrik Eklund, men anvendte specifikt om den katolske kirke. I 1920 var Assarsson med til at starte det katolske tidsskrift Credo, som han var redaktør for 1920-37. Han var senere også involveret i den katolske akademikerforening Academicum Catholicum. Assarsson var i 1937 redaktør for Psalmer för kyrkoåret, som var det første forsøg på at lave en katolsk salmebog med anknytning til svensk salmetradition. I 1950 redigerede han efter samme principper en nyudgave af Cecilia-psalmbok, som er den officielle salmebog for Stockholms katolske stift (der omfatter hele Sverige). Han gendigtede i 1922 den engelske kardinal John Henry Newmans salme "Lead, Kindly Light, amid the encircling gloom" til "Led, milda ljus, i dunkel dimfylld värld", der i dag også findes i Svenska Kyrkans salmebog.

## Katolsk aktivist
Under striden om den dengang temmelig negative fremstilling af den katolske tro i svenske skolebøger forfattede Assarsson med biskop Bitter i ryggen et katolsk skolebogsvedlæg, som blev distribueret til offentlige skoler over hele landet. Dette initiativ vakte stor opstandelse i svensk presse, og blev med få undtagelser afvist overalt. Det blev fremholdt, at de svenske skoler måtte forblive konfessionelt præget, og at katolikkerne måtte finde sig i, at de svenske lærebogsforfattere gav et "konfessionelt farvet" (dvs. luthersk) blik på katolicismen. Den antikatolske avispolemik i anledning af sagen var den kraftigste siden 1890'erne; selv om myndighederne afviste de katolske synspunkter, kom det blandt andet fra socialdemokratisk hold visse forståelsesfulde kommentarer, og senere udgivne lærebøger blev mere afdæmpede i deres karakteristik af den katolske kirke. 
Han engagerede sig på samme tid også i kampen mod det svenske forbud mod oprettelse af katolske klostre, og henviste til offentlige udsagn om religionsfrihed, og til at Norge og Danmark tillod klostre.
Assarson engagerede sig også for fejringen af den hellige Ansgar, noget som bidrog til at styrke svensk katolicismes nationale og nordiske rødder. Dette skete flere år før Svenska Kyrkan tog Ansgarsfejringen op, hvilket skete som en reaktion på katolikkernes fejring af «Nordens apostel».

## Historiker
Udover sit kirkelige arbejde er Assarsson også kendt for sin indsats for, at Skånelandenes historie skulle gengives med fokus på landsdelens danske fortid og den hårdhændede forsvenskning af regionen efter Roskildefreden i 1658. I hans tid ignorerede svenske historiebøger landsdelens danske fortid, fremstillede Skånelandenes forsvenskning som uproblematisk og nævnte ikke svenske overgreb mod landsdelens befolkning. Assarsson blev hånet for sine synspunkter i svenske akademiske kredse, men fortsatte gennem foredrag og forfatterskab sit arbejde. Hans vigtigste værk blev Det skånska problemet (1923), hvori han fremhæver vigtigheden af, at Skånes historie skal betragtes i et skandinavisk perspektiv, og at man skal tage hensyn til landsdelens danske baggrund. Efterfølgende udgav han Skånelands historia i Skånelands skolor (1949) , som blev udsendt til samtlige skoler i regionen som et supplement til den efter hans opfattelse fejlagtige historieundervisning. 
Assarssons indsats førte til en øget interesse for Skånelandenes danske historie og har inspireret senere svenskkritiske historikere indenfor Skånelandsbevægelsen.

## Værker
- Fädernas kyrka: En programskrift. Stockholm, 1918.
- Det skånska problemet. Stockholm, 1923.
- Den katolska kyrkan i Sverige i närvarande tid. Stockholm, 1925.
- Katolska kyrkan i Sverige. Uppsala, 1938.
- Skånelands historia i Skånelands skolor. Lund, 1949.
- Katolska kyrkan i Sverige. Göteborg, 1953. (medforfatter)